# Анкер в грунте
Анкер в грунте — устройство, служащее для передачи выдёргивающих усилий от строительных конструкций на грунтовую толщу.
Грунтовые анкеры применяют в промышленном, гражданском, транспортном и гидротехническом строительстве. Их используют для возведения причальных сооружений типа «больверк», закрепления ограждений котлованов, стен подземных сооружений, опускных колодцев, откосов и склонов, фундаментов дымовых труб, мачт и башен и т. д. Широкое использование грунтовых анкеров объясняется исключительно положительным эффектом их применения.

## Применение
Применение грунтовых анкеров возможно в различных грунтах, за исключением набухающих, просадочных и сильносжимаемых грунтов, илов, торфов и глин текучей консистенции.
При устройстве глубоких котлованов применение анкеров позволяет не только сделать ограждающую конструкцию более лёгкой, но и вести строительные работы рядом с существующими сооружениями, не опасаясь развития в них чрезмерных деформаций. Применение анкеров позволяет полностью освободить внутреннее пространство котлована от распорок и стоек, значительно упростив и ускорив производство строительных работ.
Анкеры препятствуют всплытию заглублённых сооружений, что позволяет делать эти сооружения более лёгкими.
Крепление анкерами днищ сооружений, заглублённых ниже уровня подземных вод, уменьшает изгибающие моменты, что даёт возможность сократить расход материалов.
Применение анкеров для восприятия опрокидывающего момента в фундаментах дымовых труб, опор линий электропередачи и т. д. позволяет не только улучшить устойчивость сооружения, но и уменьшить его массу и размеры.
Эффективно также применение анкеров при креплении оползневых склонов, сооружении подпорных стенок, обделке подземных сооружений и т. п.